# Gran Premio d'Italia 2020
Il Gran Premio d'Italia 2020 è stata l'ottava prova del campionato mondiale di Formula 1 2020. La gara si è corsa domenica 6 settembre sul circuito di Monza ed è stata vinta dal francese Pierre Gasly su AlphaTauri-Honda, al primo successo in carriera; Gasly ha preceduto sotto la bandiera a scacchi lo spagnolo Carlos Sainz Jr. su McLaren-Renault e il canadese Lance Stroll su Racing Point-BWT Mercedes.

## Vigilia

### Sviluppi futuri
I test pre-stagionali, previsti nella stagione 2021, vengono dimezzati. Le squadre si accordano su una sola settimana di test invece che di due, con solo tre giornate di prova, invece che di sei come avvenuto in questa stagione. Non viene però ancora stabilita la sede; oltre al tradizione circuito di Catalogna, esiste la possibilità che i test possono effettuarsi sul circuito di Manama.
Claire Williams, team principal dell'omonima scuderia, lascerà il suo ruolo all'indomani della gara italiana. La scuderia, fondata 43 anni fa dal padre Frank Williams, sarà gestita interamente dal fondo Dorilton Capital, che ne ha acquisito la proprietà prima del Gran Premio del Belgio.
I test Pirelli sugli pnemautici della prossima stagione si svolgeranno sul circuito di Portimão, durante la seconda sessione di prove libere del venerdì del Gran Premio del Portogallo, che segna il suo ritorno nel calendario mondiale a distanza di 24 anni dall'ultima gara disputata sul circuito di Estoril. I piloti dovranno provare due differenti specifiche per 30 minuti. Originariamente questi test sarebbero dovuti andare in scena in occasione del secondo appuntamento di Silverstone, nel Gran Premio del 70º Anniversario, ed a Barcellona, nel Gran Premio di Spagna. Dopo le problematiche agli pneumatici emerse nella seconda gara inglese, i test sono stati posticipati, scegliendo il circuito portoghese.
La scuderia francese Renault con sede a Enstone annuncia che a partire dalla prossima stagione cambierà nome e sarà ribattezza in Alpine F1 Team.

### Aspetti tecnici
In questo Gran Premio la Pirelli, fornitrice unica degli pneumatici, porta gomme di mescola C2, C3 e C4. La casa italiana impone un aumento di pressione minima per gli pneumatici: per le gomme anteriori si passa da 23,5 psi a 26 psi, superiori anche alle prescrizioni inviate per le gare di Silverstone. Per le gomme posteriori la pressione aumenta di 0,5 psi, passando a 21,5 psi.
Due sono le zone in cui è ammesso l'utilizzo del Drag Reduction System: la prima sul rettifilo dei box, con punto di determinazione del distacco fra piloti stabilito prima della curva 11 (Curva Parabolica); la seconda sul rettilineo prima della Variante Ascari, con detection point posto prima della curva 7 (seconda Curva di Lesmo).
A partire da questo Gran Premio è vietata la possibilità di modificare la potenza delle power unit durante le qualifiche e la gara. Limitando l'utilizzo delle varie mappature durante il weekend, la Federazione è adesso in grado di controllare meglio la regolarità delle diverse power unit, in ogni momento del loro funzionamento. È invece consentita, sempre da questa gara, la "modalità sorpasso", ovvero una modalità di utilizzo della power unit che viene utilizzata in gara durante un sorpasso o quando è richiesto un supplemento di potenza.
Rispetto alle edizioni precedenti, la FIA installa dei sensori cronometrici all'uscita della Variante della Roggia e della curva Parabolica. Ogni volta che il pilota passerà oltre il cordolo o andrà oltre la linea bianca, la squadra verrà informata tramite un messaggio sul sistema ufficiale dei tempi. Alla terza volta che questa cosa accadrà, il pilota riceverà la bandiera bianca e nera e ogni altro taglio sarà valutato dai commissari sportivi.
Dopo l'incidente avvenuto nel Gran Premio del Belgio, l'Alfa Romeo Racing decide di non sostituire il telaio della vettura di Antonio Giovinazzi.
La Renault monta il terzo motore nuovo sulla vettura affidata a Daniel Ricciardo.

### Aspetti sportivi
A causa della pandemia di COVID-19, la FIA è stata costretta a modificare il calendario, annullando e spostando alcune gare. La gara di Monza è stata comunque confermata nella sua data originaria del 6 settembre, tenendosi a porte chiuse, come tutte le gare precedenti. Gli organizzatori invitano però 250 persone, tra medici e infermieri impegnati nella lotta alla malattia, ad assistere alla gara.
Il pilota britannico della Williams George Russell indossa un casco speciale tricolore. Oltre a questo Gran Premio, verrà utilizzato anche nella gara successiva, nel Gran Premio della Toscana al Mugello. Anche il britannico Lando Norris della McLaren sfoggia un casco speciale, con un richiamo della livrea a base di pizza. Antonio Giovinazzi dell'Alfa Romeo Racing utilizza un casco colorato di bianco e azzurro, rappresentate lo stivale italiano partendo dalla sua regione, la Puglia. Infine Sebastian Vettel, al suo ultimo Gran Premio d'Italia alla guida della Ferrari, utilizza un casco speciale: il disegno rimane il medesimo, ma, oltre al fondo che diventa cromato, compare sulla calotta la bandiera italiana per omaggiare i tifosi della scuderia.
Il pilota danese Tom Kristensen è nominato commissario aggiunto da parte della FIA; ha già svolto tale funzione anche in passato, l'ultima al Gran Premio del Giappone 2019.
L'israeliano Roy Nissany ha preso il posto di George Russell alla Williams, nel corso della prima sessione di prove libere del venerdì.

## Prove

### Resoconto
Valtteri Bottas, con gomme soft, è il più veloce nella prima sessione di prove libere. Il finlandese precede di pochi decimi il compagno di scuderia Lewis Hamilton. Le due Mercedes sono le uniche vetture a scendere sotto il muro del minuto e ventuno secondi sul giro.
Al terzo posto si è classificato Alexander Albon su Red Bull Racing, staccato di quasi otto decimi dal tempo di Bottas, che ha preceduto Daniil Kvjat su AlphaTauri. La scuderia di Faenza è stata multata di 200 euro in quanto il pilota russo ha superato il limite di velocità nella corsia dei box.
L'altro pilota della Red Bull Racing, Max Verstappen, ha chiuso col quinto tempo, in una sessione nel quale è stato protagonista di un'uscita di pista alla Variante Ascari. L'olandese è andato in sovrasterzo mentre percorreva la chicane: perso il controllo della vettura, questa è andata a sbattere contro le barriere. La direzione di gara ha dovuto sospendere la sessione, per permettere il recupero della monoposto. Verstappen, rientrato rapidamente ai box, ha potuto poi completare la sessione, una volta che questa è stata ripresa.
Ha chiuso con l'undicesimo tempo Charles Leclerc, mentre l'altro ferrarista, Sebastian Vettel, è penultimo.
Le Mercedes confermano la loro predominanza anche nella sessione del venerdì pomeriggio, dedicata alla ricerca della prestazione per la pole position. Anche in questa sessione sono le uniche a riuscire a girare sotto il minuto e ventuno secondi. In questo caso il più rapido è Lewis Hamilton, che precede di poco più di due decimi Bottas.
Al terzo posto si è posto Lando Norris, della McLaren, staccato di nove decimi dal tempo del suo connazionale. Hanno confermato la loro competitività le AlphaTauri col quarto tempo di Pierre Gasly, che ha preceduto Max Verstappen, penalizzato da un guasto a un ammortizzatore.
Daniel Ricciardo si è visto cancellare il tempo migliore per essere andato largo alla curva Parabolica, mentre sono migliorate le prestazioni delle Ferrari, con Leclerc che ha chiuso col nono tempo e Vettel col dodicesimo.
La sessione ha presentato una situazione simile a quella che si verificò nella Q3 della stagione 2019, quando molte vetture, alla ricerca della scia di altre monoposto, avevano rallentato nel giro di lancio del tentativo finale, non riuscendo poi ad evitare la bandiera a scacchi. La FIA è intervenuta con una nota, nella quale ricorda che, chi effettuerà, in qualifica, un giro di lancio troppo lento, potrà subire una penalizzazione. In particolare il pilota, durante il suo giro di lancio, non dovrà superare il tempo limite di un minuto e quarantatré secondi.
Al sabato ritorna al comando della graduatoria dei tempi Valtteri Bottas, che ha ottenuto un tempo simile alla migliore prestazione ottenuta da Hamilton al venerdì. Alle spalle del pilota della Mercedes si sono piazzate le due McLaren di Carlos Sainz Jr. e Lando Norris. Al quarto posto c'è Daniel Ricciardo, che però ha dovuto interrompere la sessione per un nuovo problema, questa volta meccanico, che lo ha costretto a parcheggiare la monoposto lungo la pista, tanto che la direzione di gara è stata costretta ad esporre la bandiera rossa.
L'australiano della Renault ha preceduto Lewis Hamilton, che ha dovuto evitare delle vetture molto lente, che stavano cercando di ottenere la scia delle vetture che le precedevano.

### Risultati
Nella prima sessione del venerdì si è avuta questa situazione: 
| Pos | Nº | Pilota          | Costruttore           | Tempo    | Gap    | Giri |
| --- | -- | --------------- | --------------------- | -------- | ------ | ---- |
| 1   | 77 | Valtteri Bottas | Mercedes              | 1'20"703 |        | 28   |
| 2   | 44 | Lewis Hamilton  | Mercedes              | 1'20"948 | +0"245 | 27   |
| 3   | 23 | Alexander Albon | Red Bull Racing-Honda | 1'21"500 | +0"797 | 30   |

Nella seconda sessione del venerdì si è avuta questa situazione: 
| Pos | Nº | Pilota          | Costruttore     | Tempo    | Gap    | Giri |
| --- | -- | --------------- | --------------- | -------- | ------ | ---- |
| 1   | 44 | Lewis Hamilton  | Mercedes        | 1'20"192 |        | 32   |
| 2   | 77 | Valtteri Bottas | Mercedes        | 1'20"454 | +0"262 | 29   |
| 3   | 4  | Lando Norris    | McLaren-Renault | 1'21"089 | +0"897 | 19   |

Nella sessione del sabato mattina si è avuta questa situazione: 
| Pos | Nº | Pilota           | Costruttore     | Tempo    | Gap    | Giri |
| --- | -- | ---------------- | --------------- | -------- | ------ | ---- |
| 1   | 77 | Valtteri Bottas  | Mercedes        | 1'20"089 |        | 14   |
| 2   | 55 | Carlos Sainz Jr. | McLaren-Renault | 1'20"318 | +0"229 | 14   |
| 3   | 4  | Lando Norris     | McLaren-Renault | 1'20"412 | +0"323 | 15   |

## Qualifiche

### Resoconto
Charles Leclerc è il primo pilota ad uscire dai box, cercando anche così di garantire una buona scia al suo compagno di scuderia Sebastian Vettel. Il monegasco però supera i limiti del tracciato alla curva Parabolica e vede cancellato il suo tempo. Rapidamente si pongono in vetta alla classifica le Mercedes, con Lewis Hamilton (1'19"539) che precede Valtteri Bottas di due decimi. Al terzo posto c'è ancora una vettura che monta motore Mercedes, la Racing Point di Sergio Pérez, che è davanti alle due McLaren. Gasly, che aveva ottenuto il sesto tempo, se lo vede annullare per lo stesso motivo che aveva portato alla cancellazione del tempo di Leclerc. Scala così sesto Max Verstappen.
Il francese dell'AlphaTauri riesce ad entrare nella top 10, mentre anche Lance Stroll e Alexander Albon sono penalizzati dall'annullamento dei loro tempi. A tre minuti dalla fine della sessione tutti i piloti, ad eccezione di Pérez, Sainz Jr. e Verstappen, ritentano un ultimo tentativo. Ciò comporta un vero e proprio ingorgo di macchine, in quanto tutti i piloti procedono lentamente per cercare di partire dietro a qualche altro concorrente, al fin di godere dalla scia. Esteban Ocon rischia di essere tamponato da Kimi Räikkönen, creando diverse situazioni di pericolo; Vettel viene rallentato da alcune vetture, non riesce a prendere una buona scia e non trova un tempo sufficiente per la qualificazione. Oltre al tedesco sono eliminate le Williams, Antonio Giovinazzi e Romain Grosjean.
Nella seconda fase Bottas si piazza al comando segnando un tempo significativo, presto battuto dal compagno di team Hamilton, che abbassa il record della pista in 1'19"092. Si conferma terzo Pérez, che sopravanza Sainz Jr. e Verstappen. Chi non riesce ad entrare nei primi dieci è Charles Leclerc, ancora troppo lento. I commissari annunciano che Ocon e Räikkönen saranno convocati, al termine delle qualifiche, per il caos generato al termine della Q1.
Al termine della Q2 si riproduce la stessa situazione vissuta nella prima fase, con tutti i piloti che attendono gli ultimi minuti per ritentare il giro veloce. Si lanciano in pista per prime le Renault, che sono a rischio eliminazione. Daniel Ricciardo fa un piccolo errore alla Variante della Roggia e lascia passare Ocon. Il francese non si migliora, contrariamente a Bottas che abbassa nuovamente il record del tracciato, portandolo sotto il minuto e diciannove secondi. Albon resta decimo, così come Leclerc che non ottiene un tempo sufficiente per la qualificazione alla fase decisiva. Oltre al ferrarista non passano il taglio Kvyat, Ocon, Räikkönen e Magnussen. Entrambi i piloti della Ferrari non partono nei primi dieci a Monza per la prima volta dal Gran Premio d'Italia 1984.
Nella Q3 le Mercedes si lanciano subito in pista, mantenendo una distanza tale da non poter nemmeno sfruttare l'uno la scia dell'altro. Valtteri Bottas segna 1'19"121, mentre Hamilton 1'19"068. I tempi sono meno rapidi, rispetto a quelli ottenuti in Q2. Sergio Pérez è ancora il più veloce degli altri, davanti a Verstappen e le McLaren di Sainz Jr. e Norris. Il primo giro di Albon, che aveva chiuso settimo, è cancellato per il solito passaggio troppo largo, alla curva Parabolica. Bottas, nel secondo tentativo, migliora nel primo settore, ottiene il tempo migliore assoluto nel secondo e chiude in 1'18"956. Il tempo però non è sufficiente per battere Hamilton, che chiude in 1'18"887, abbassando ancora il record della pista.
Carlos Sainz Jr. migliora e scala terzo, davanti a Pérez. Verstappen è in terza fila, accompagnato da Lando Norris. Hamilton ottiene la sua settima pole position sul circuito brianzolo, la sua novantaquattresima in carriera. Il giro più veloce del britannico è quello con la media più alta nella storia del campionato mondiale di Formula 1, con 264,362 km/h.
Al termine delle qualifiche i commissari sportivi giudicano non particolarmente pericolose le manovre di Esteban Ocon, Kimi Räikkönen e Nicholas Latifi, colpevoli di aver creato scompiglio in pista durante la prima fase delle qualifiche.

### Risultati
Nella sessione di qualifica si è avuta questa situazione:
| Pos                         | Nº | Pilota             | Costruttore               | Q1       | Q2       | Q3       | Griglia |
| --------------------------- | -- | ------------------ | ------------------------- | -------- | -------- | -------- | ------- |
| 1                           | 44 | Lewis Hamilton     | Mercedes                  | 1'19"514 | 1'19"092 | 1'18"887 | 1       |
| 2                           | 77 | Valtteri Bottas    | Mercedes                  | 1'19"786 | 1'18"952 | 1'18"956 | 2       |
| 3                           | 55 | Carlos Sainz Jr.   | McLaren-Renault           | 1'20"099 | 1'19"705 | 1'19"695 | 3       |
| 4                           | 11 | Sergio Pérez       | Racing Point-BWT Mercedes | 1'20"048 | 1'19"718 | 1'19"720 | 4       |
| 5                           | 33 | Max Verstappen     | Red Bull Racing-Honda     | 1'20"193 | 1'19"780 | 1'19"795 | 5       |
| 6                           | 4  | Lando Norris       | McLaren-Renault           | 1'20"344 | 1'19"962 | 1'19"820 | 6       |
| 7                           | 3  | Daniel Ricciardo   | Renault                   | 1'20"548 | 1'20"031 | 1'19"864 | 7       |
| 8                           | 18 | Lance Stroll       | Racing Point-BWT Mercedes | 1'20"400 | 1'19"924 | 1'20"049 | 8       |
| 9                           | 23 | Alexander Albon    | Red Bull Racing-Honda     | 1'21"104 | 1'20"064 | 1'20"090 | 9       |
| 10                          | 10 | Pierre Gasly       | AlphaTauri-Honda          | 1'20"145 | 1'19"909 | 1'20"177 | 10      |
| 11                          | 26 | Daniil Kvyat       | AlphaTauri-Honda          | 1'20"307 | 1'20"169 | N.D.     | 11      |
| 12                          | 31 | Esteban Ocon       | Renault                   | 1'20"747 | 1'20"234 | N.D.     | 12      |
| 13                          | 16 | Charles Leclerc    | Ferrari                   | 1'20"443 | 1'20"273 | N.D.     | 13      |
| 14                          | 7  | Kimi Räikkönen     | Alfa Romeo Racing-Ferrari | 1'21"010 | 1'20"926 | N.D.     | 14      |
| 15                          | 20 | Kevin Magnussen    | Haas-Ferrari              | 1'20"869 | 1'21"573 | N.D.     | 15      |
| 16                          | 8  | Romain Grosjean    | Haas-Ferrari              | 1'21"139 | N.D.     | N.D.     | 16      |
| 17                          | 5  | Sebastian Vettel   | Ferrari                   | 1'21"151 | N.D.     | N.D.     | 17      |
| 18                          | 99 | Antonio Giovinazzi | Alfa Romeo Racing-Ferrari | 1'21"206 | N.D.     | N.D.     | 18      |
| 19                          | 63 | George Russell     | Williams-Mercedes         | 1'21"587 | N.D.     | N.D.     | 19      |
| 20                          | 6  | Nicholas Latifi    | Williams-Mercedes         | 1'21"717 | N.D.     | N.D.     | 20      |
| Tempo limite 107%: 1'25"079 |    |                    |                           |          |          |          |         |

In grassetto sono indicate le migliori prestazioni in Q1, Q2 e Q3.

## Gara

### Resoconto
Lewis Hamilton rimane al comando al via della gara, mentre parte male Valtteri Bottas, che viene passato da Carlos Sainz Jr., Lando Norris e Sergio Pérez; nel corso del primo giro Bottas perde un'ulteriore posizione, passato anche da Daniel Ricciardo. Il finlandese comunica al muretto la presenza probabile di una foratura, che però non viene rilevata dalla telemetria. Al terzo giro Max Verstappen passa Lance Stroll e sale settimo. Al settimo passaggio esplodono i freni posteriori sulla Ferrari di Sebastian Vettel, poco prima della curva Parabolica: il tedesco, arrivato alla prima variante, va dritto, colpendo gli indicatori di polistirolo al di fuori della traiettoria e si ritira nel giro successivo.
Hamilton mantiene comodamente la vetta della gara, ampliando il suo margine, giro dopo giro, su Sainz Jr.. Al ventesimo giro Kevin Magnussen parcheggia la sua Haas poco prima dell'entrata della corsia dei box, per un problema tecnico. La direzione di gara decide per l'invio in pista della safety car, per consentire di spostare la monoposto. Per ragioni di sicurezza viene chiusa l'entrata della corsia dei box, ma Lewis Hamilton e Antonio Giovinazzi entrano comunque per il cambio gomme. Solo successivamente la corsia dei box viene riaperta, consentendo così a tutti i piloti di effettuare la sosta per il cambio degli pneumatici. La vettura di sicurezza rientra ai box al ventiquattresimo giro. Hamilton, sotto indagine come Giovinazzi, comanda la gara, davanti a Lance Stroll, che non ha effettuato la sosta, Pierre Gasly, che aveva cambiato le gomme subito prima dell'entrata in pista della safety car, con le due Alfa Romeo Racing davanti a Charles Leclerc.
Il pilota della Ferrari, nel giro successivo, perde il controllo della vettura alla curva Parabolica ed esce dal tracciato, ad alta velocità, finendo contro le barriere. Il pilota è incolume, ma la gara viene fermata con bandiera rossa, per consentire ai commissari di riposizionare le barriere di sicurezza. L'ultimo doppio ritiro per la scuderia di Maranello a Monza era accaduto nel 1995 con Gerhard Berger e Jean Alesi, quarta volta complessiva considerando anche quelli delle edizioni del 1974 e del 1992. Nell'intervallo prima della seconda partenza la direzione di gara comunica lo stop and go con dieci secondi di penalità sia per Lewis Hamilton che Antonio Giovinazzi. La gara riprende con i piloti schierati in griglia di partenza, sulla base della classifica al momento della sospensione. Hamilton si trova in prima fila con Stroll, mentre in seconda fila ci sono Gasly e Kimi Räikkönen. Alla ripartenza Hamilton mantiene il comando mentre Stroll è passato da Gasly e dalle due Alfa Romeo Racing.
Sia Hamilton che Giovinazzi si fermano per scontare la penalità e scalano alle ultime posizioni della classifica. Nello stesso giro si ritira Max Verstappen. Al comando si ritrova, per la prima volta in carriera, Pierre Gasly, davanti a Kimi Räikkönen, Carlos Sainz Jr., Lance Stroll, Lando Norris, Valtteri Bottas e le due Renault. Nei giri successivi Kimi Räikkönen perde diverse posizioni, così come inizia la rimonta Lewis Hamilton, che al quarantaseiesimo giro passa proprio il finlandese dell'Alfa Romeo Racing ed entra in zona punti.
Nella parte finale della gara Sainz Jr. riesce a ridurre il margine che lo separa da Gasly, riuscendo a restare sotto il secondo di distacco, all'inizio dell'ultimo giro. Lo spagnolo però non ha lo spunto necessario per passare il francese dell'AlphaTauri, che così conquista la sua prima vittoria nel mondiale di Formula 1. Completa il podio Lance Stroll. Hamilton completa la sua rimonta, chiudendo al settimo posto.
Pierre Gasly è il centonovesimo pilota a vincere una gara valida per il campionato mondiale, il primo francese dalla vittoria di Olivier Panis nel Gran Premio di Monaco 1996. L'ultimo pilota transalpino a vincere a Monza fu Alain Prost nel 1989 su McLaren. Per la Scuderia AlphaTauri è la prima vittoria con la nuova denominazione, la seconda dopo quella ottenuta nel 2008, sempre in Brianza, con Sebastian Vettel, quando il nome era Scuderia Toro Rosso. Per la Honda è la prima vittoria da motorista sul tracciato di Monza dal 1992, ottenuta all'epoca da Ayrton Senna sempre su McLaren. Si è trattato del secondo podio in carriera sia per Pierre Gasly che per Carlos Sainz Jr. (per entrambi l'ultima volta al Gran Premio del Brasile 2019), così come per Lance Stroll, la cui ultima volta era stata al Gran Premio d'Azerbaigian 2017. Anche per la Racing Point è il primo arrivo tra i primi tre posti in Formula 1 con questa denominazione, per la prima volta dal terzo posto di Sergio Pérez nel Gran Premio d'Azerbaigian 2018, quando la scuderia si chiamava Force India. Il motorista BWT ottiene il primo podio, anche se si tratta di una power unit della Mercedes, ribattezzata per motivi di sponsorizzazione. È la prima vittoria per una scuderia diversa da Mercedes, Red Bull Racing e Ferrari dal Gran Premio d'Australia 2013. Per la prima volta dal Gran Premio d'Ungheria 2012, nemmeno uno dei piloti di queste tre scuderie giunge a podio.

### Risultati
I risultati del Gran Premio sono i seguenti:
| Pos | Nº | Pilota             | Costruttore               | Giri | Tempo/Ritiro | Griglia | Punti |
| --- | -- | ------------------ | ------------------------- | ---- | ------------ | ------- | ----- |
| 1   | 10 | Pierre Gasly       | AlphaTauri-Honda          | 53   | 1h47'06"056  | 10      | 25    |
| 2   | 55 | Carlos Sainz Jr.   | McLaren-Renault           | 53   | +0"415       | 3       | 18    |
| 3   | 18 | Lance Stroll       | Racing Point-BWT Mercedes | 53   | +3"358       | 8       | 15    |
| 4   | 4  | Lando Norris       | McLaren-Renault           | 53   | +6"000       | 6       | 12    |
| 5   | 77 | Valtteri Bottas    | Mercedes                  | 53   | +7"108       | 2       | 10    |
| 6   | 3  | Daniel Ricciardo   | Renault                   | 53   | +8"391       | 7       | 8     |
| 7   | 44 | Lewis Hamilton     | Mercedes                  | 53   | +17"245      | 1       | 7     |
| 8   | 31 | Esteban Ocon       | Renault                   | 53   | +18"691      | 12      | 4     |
| 9   | 26 | Daniil Kvjat       | AlphaTauri-Honda          | 53   | +22"208      | 11      | 2     |
| 10  | 11 | Sergio Pérez       | Racing Point-BWT Mercedes | 53   | +23"224      | 4       | 1     |
| 11  | 6  | Nicholas Latifi    | Williams-Mercedes         | 53   | +32"876      | 20      |       |
| 12  | 8  | Romain Grosjean    | Haas-Ferrari              | 53   | +35"164      | 16      |       |
| 13  | 7  | Kimi Räikkönen     | Alfa Romeo Racing-Ferrari | 53   | +36"312      | 14      |       |
| 14  | 63 | George Russell     | Williams-Mercedes         | 53   | +36"593      | 19      |       |
| 15  | 23 | Alexander Albon    | Red Bull Racing-Honda     | 53   | +37"533      | 9       |       |
| 16  | 99 | Antonio Giovinazzi | Alfa Romeo Racing-Ferrari | 53   | +55"199      | 18      |       |
| Rit | 33 | Max Verstappen     | Red Bull Racing-Honda     | 30   | Motore       | 5       |       |
| Rit | 16 | Charles Leclerc    | Ferrari                   | 23   | Incidente    | 13      |       |
| Rit | 20 | Kevin Magnussen    | Haas-Ferrari              | 17   | Motore       | 15      |       |
| Rit | 5  | Sebastian Vettel   | Ferrari                   | 8    | Freni        | 17      |       |

Lewis Hamilton riceve un punto addizionale per aver segnato il giro più veloce della gara.

## Classifiche mondiali

### Piloti
| Pos | Pilota             | Punti |
| --- | ------------------ | ----- |
| 1   | Lewis Hamilton     | 164   |
| 2   | Valtteri Bottas    | 117   |
| 3   | Max Verstappen     | 110   |
| 4   | Lance Stroll       | 57    |
| 5   | Lando Norris       | 57    |
| 6   | Alexander Albon    | 48    |
| 7   | Charles Leclerc    | 45    |
| 8   | Pierre Gasly       | 43    |
| 9   | Carlos Sainz Jr.   | 41    |
| 10  | Daniel Ricciardo   | 41    |
| 11  | Sergio Pérez       | 34    |
| 12  | Esteban Ocon       | 30    |
| 13  | Sebastian Vettel   | 16    |
| 14  | Nico Hülkenberg    | 6     |
| 15  | Daniil Kvjat       | 4     |
| 16  | Antonio Giovinazzi | 2     |
| 17  | Kevin Magnussen    | 1     |

### Costruttori
| Pos | Costruttore               | Punti |
| --- | ------------------------- | ----- |
| 1   | Mercedes                  | 281   |
| 2   | Red Bull Racing-Honda     | 158   |
| 3   | McLaren-Renault           | 98    |
| 4   | Racing Point-BWT Mercedes | 82    |
| 5   | Renault                   | 71    |
| 6   | Ferrari                   | 61    |
| 7   | AlphaTauri-Honda          | 47    |
| 8   | Alfa Romeo Racing-Ferrari | 2     |
| 9   | Haas-Ferrari              | 1     |

## Decisioni della FIA
Al termine della gara la Racing Point riceve un'altra reprimenda da parte dei commissari, come già accaduto nei cinque Gran Premi precedenti, in quanto sulle vetture del team britannico sono state montate le stesse prese d'aria dei freni utilizzate nelle ultime sei gare. Prima del Gran Premio del 70º Anniversario era stata pubblicata la sentenza nella quale la FIA aveva chiarito che i pezzi contestati sono regolari per le norme tecniche e illegali per quelle sportive.
Lewis Hamilton e Antonio Giovinazzi, oltre agli stop and go di dieci secondi comminatigli in gara, subiscono una decurtazione di due punti sulla Superlicenza per esser rientrati ai box quando la pit lane era chiusa. Anche Alexander Albon si vede togliere due punti sulla Superlicenza per il contatto provocato al via ai danni di Romain Grosjean.